# Pravobranitelj/ica za ravnopravnost spolova u Hrvatskoj
Pravobranitelja/ice za ravnopravnost spolova osoba je koju prema Zakonu o ravnopravnosti spolova iz 2003. godine, imenuje Hrvatski sabor na osmogodišnji mandat s mogućnošću reizbora sa zadaćom zaštite i promicanja ravnopravnosti oba spola i seksualnih manjina, u skladu s hrvatskim Ustavom. Razrješava ga Hrvatski sabor na prijedlog Vlade Republike Hrvatske. Ured pravobranitelja za ravnopravnost spolova nalazi se u Zagrebu.
Sadašnja pravobraniteljica za ravnopravnost spolova je Višnja Ljubičić. Hrvatski sabor ju je imenovao na mjesto pravobraniteljice u dva osmogodišnja mandata, 28. listopada 2011. godine i 31. listopada 2019. godine.
Osim Pravobranitelja za ravnopravnost spolova, Vlada Republike Hrvatske osnovala je i Ured za ravnopravnost spolova kao stručnu službu za obavljanje poslova u vezi s ostvarivanjem ravnopravnosti spolova.

## Pravobranitelji
- Gordana Lukač-Koritnik (2003. - 2011.)
- Višnja Ljubičić (2011. - trenutno)

## Vanjske poveznice
- Pravobranitelj/ica za ravnopravnost spolova
- Zakon o ravnopravnosti spolova iz 2003.
- Zakon o ravnopravnosti spolova iz 2008.